# Mystic Pizza
Mystic Pizza is een Amerikaanse film uit 1988 geregisseerd door Donald Petrie. De hoofdrollen worden vertolkt door Annabeth Gish en Julia Roberts.

## Verhaal
De zussen Kat en Daisy Arujo werken samen met Jojo in een pizzeria in Mystic (Connecticut).

## Rolverdeling
| Acteur            | Personage                   |
| ----------------- | --------------------------- |
| Annabeth Gish     | Kat Arujo                   |
| Julia Roberts     | Daisy Arujo                 |
| Lili Taylor       | Jojo                        |
| Vincent D'Onofrio | Bill                        |
| William R. Moses  | Tim Travers                 |
| Adam Storke       | Charles Gordon Windsor, Jr. |
| Conchata Ferrell  | Leona                       |
| Joanna Merlin     | Mevr. Arujo                 |
| Porscha Radcliffe | Phoebe Travers              |
| Arthur Walsh      | Manny                       |

## Prijzen en nominaties
- 1989 - Casting Society of America
  - Genomineerd: Beste casting voor een dramafilm
- 1989 - Independent Spirit Award
  - Gewonnen: Beste crew
  - Genomineerd: Beste actrice (Julia Roberts)
- 1989 - Young Artist Award
  - Genomineerd: Beste actrice in een dramafilm (Annabeth Gish)
  - Genomineerd: Beste actrice in een dramafilm (Julia Roberts)

## Trivia
- Mystic Pizza is het filmdebuut van Matt Damon. In deze bijrol kreeg hij één regel tekst. Ben Affleck deed auditie voor dezelfde rol maar werd afgewezen ten faveure van Damon.[1]